# Omer Nishani
Omer Nishani (5. februar 1887 - 26. maj 1954) var en albansk læge og kommunistisk politiker, der var formand for Albaniens Folkeforsamlings præsidium og dermed statsoverhoved for den Socialistiske Folkerepublik Albanien fra 1946 til 1953.
| Politiske embeder                   | Politiske embeder                                          | Politiske embeder           |
| ----------------------------------- | ---------------------------------------------------------- | --------------------------- |
| Foregående: Ingen (Embede oprettet) | Formand for Albaniens Folkeforsamlings præsidium 1946–1953 | Efterfølgende: Haxhi Lleshi |